# Eleição presidencial no Egito em 2018
A eleição presidencial egípcia de 2018 ocorreu entre os dias 26 e 28 de março, embora os cidadãos egípcios residentes no exterior tenham sido autorizados a votar dez dias antes, entre 16 e 18 de março.
Em 19 de janeiro, o atual presidente Abdul Fattah Al-Sisi anunciou oficialmente que concorreria a um segundo e último mandato. Al-Sisi venceu a eleição com mais de 97% dos votos válidos, segundo os resultados oficiais. Um segundo turno teria ocorrido entre os dias 19 e 26 de abril caso nenhum dos candidatos tivesse obtido mais que 50% dos votos válidos, o que não aconteceu. O nível de participação do eleitorado egípcio n pleito alcançou 41%, 6% a menos quando comparado à eleição anterior em 2014.

## Controvérsias
Um referendo constitucional realizado em 2019 aprovou por ampla margem de votos que permitiu que Al-Sisi possa concorrer novamente à presidência na eleição presidencial de 2024, podendo permanecer no poder até 2030.
Quatorze grupos de direitos humanos rejeitaram a votação como "uma farsa". O único adversário eleitoral autorizado a participar do pleito presidencial foi Moussa Mostafa Moussa, um político alinhado ao atual governo. Em 30 de janeiro, o Movimento Democrático Civil, uma frente ampla composta por partidos de oposição, anunciou oficialmente de que boicotaria a eleição após o surgimento de denúncias feitas por candidatos de oposição como Sami Hafez Anan e Khaled Ali de que estavam enfrentando obstáculos legais à protocolação de suas candidaturas por conta de pressões diretas exercidas por Abdul Fattah Al-Sisi para que não concorressem.
De acordo com reportagem publicada pela revista Foreign Policy, "a votação de março não confirmará de forma alguma a popularidade do presidente Abdel Fattah al-Sisi entre o povo egípcio. Esta campanha eleitoral é apenas uma extensão da luta interna pelo poder entre os militares e os serviços de segurança do regime, e tem nada a ver com mecanismos democráticos dignos desse nome."

## Resultados eleitorais
| Candidatos              | Candidatos              | Partidos                | Votos      | %               |
| ----------------------- | ----------------------- | ----------------------- | ---------- | --------------- |
|                         | Abdel Fatah al-Sisi     | Independente            | 21 835 387 | 97,08 / 100,00  |
|                         | Moussa Mostafa Moussa   | Partido do Amanhã       | 656 534    | 2,92 / 100,00   |
| Votos Válidos           | Votos Válidos           | Votos Válidos           | 22 491 921 | 92,73 / 100,00  |
| Votos Inválidos         | Votos Inválidos         | Votos Inválidos         | 1 762 231  | 7,27 / 100,00   |
| Total de votos          | Total de votos          | Total de votos          | 24 254 152 | 100,00 / 100,00 |
| Eleitorado apto a votar | Eleitorado apto a votar | Eleitorado apto a votar | 59 078 138 | 41,05 / 100,00  |